# Makk-kedvelő nyelescsészegomba
A makk-kedvelő nyelescsészegomba (Hymenoscyphus fructigenus) a Helotiaceae családba tartozó, Eurázsiában és Észak-Amerikában honos, tölgy- és bükkmakkon, mogyoróhéjon élő, nem ehető gombafaj. 

## Megjelenése
A makk-kedvelő nyelescsészegomba termőtestének átmérője 1-4 mm, eleinte csésze alakú, majd fokozatosan ellaposodik. Nyele rövid vagy megnyúlt. Pereme kissé a belső termőréteg fölé emelkedik. Színe fehéres vagy halványsárgás, kiszáradva narancssárgás vagy barnásssárga. Alsó felülete finoman pelyhes, fokozatosan megy át a nyélbe. Nyele hengeres, felülete sima, akár 5 mm hosszú is lehet. Szaga, íze nem jellegzetes.
Spórapora fehér. Aszkospórái áttetszőek, méretük 13-25 x 3-5 µm.

## Elterjedése és termőhelye
Eurázsiában és Észak-Amerikában honos. 
Tölgy, bükk, gyertyán, mogyoró termésének héján található meg, annak anyagát bontja. Termőteste júliustól novemberig látható. 

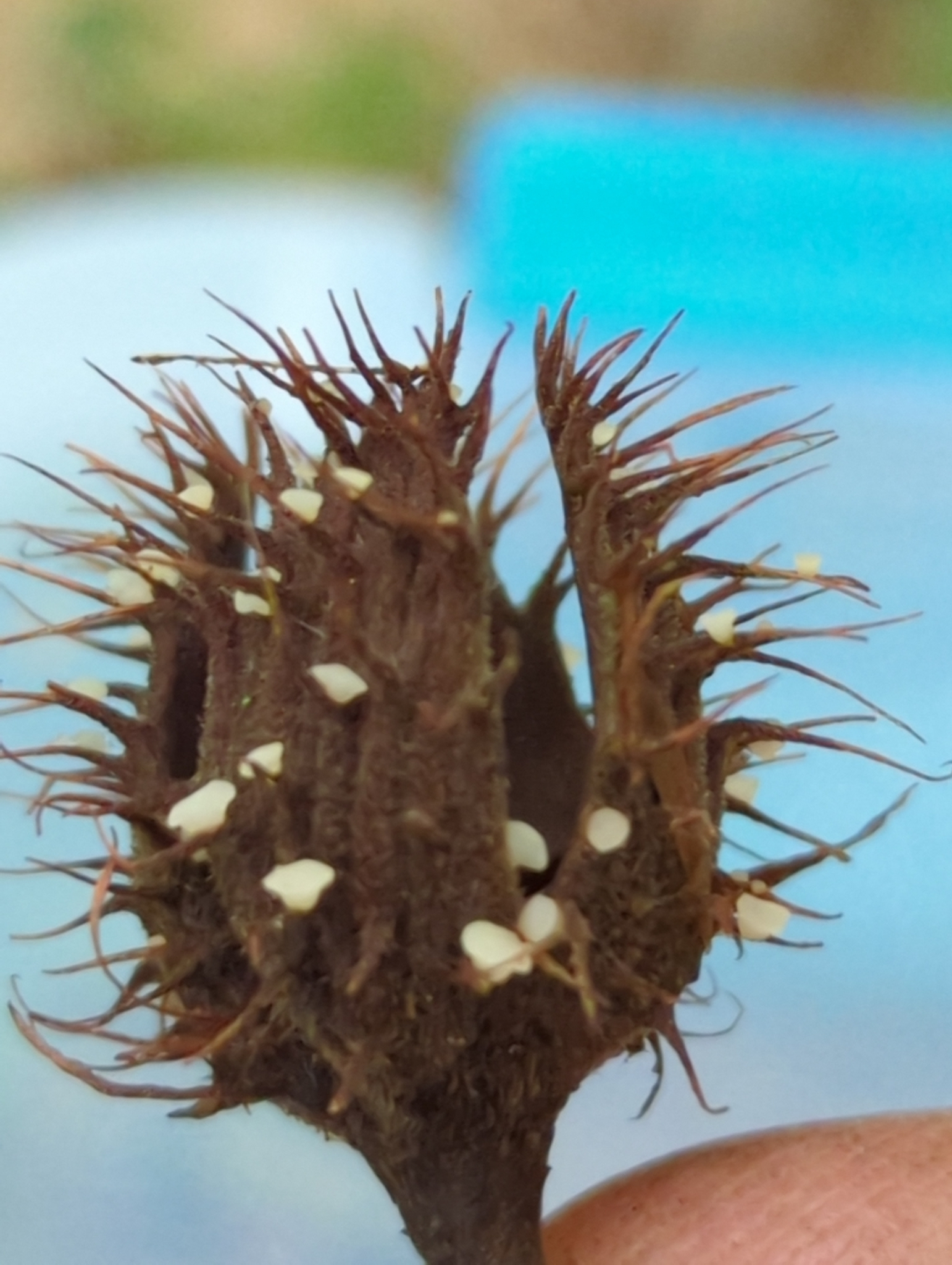
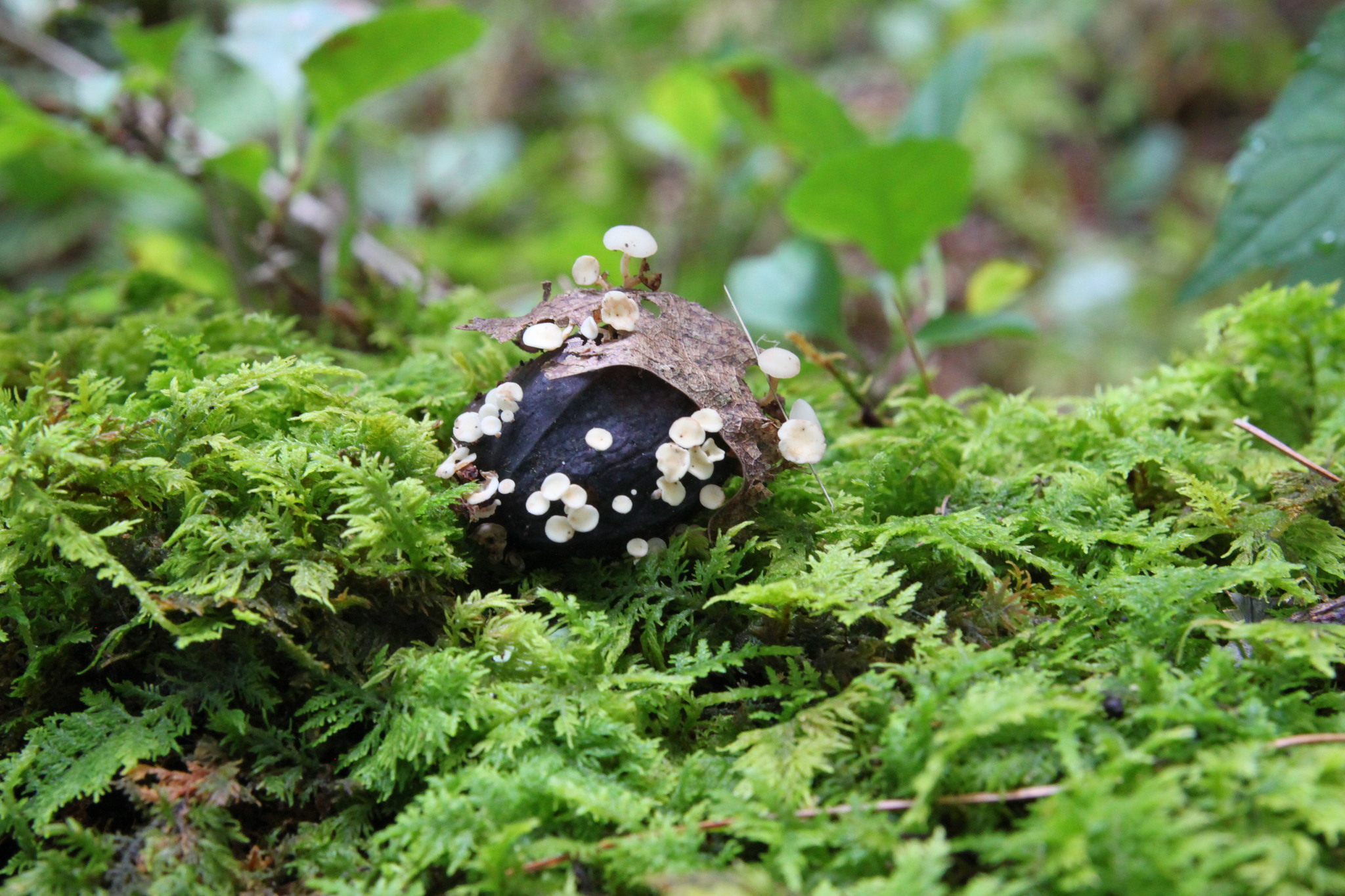
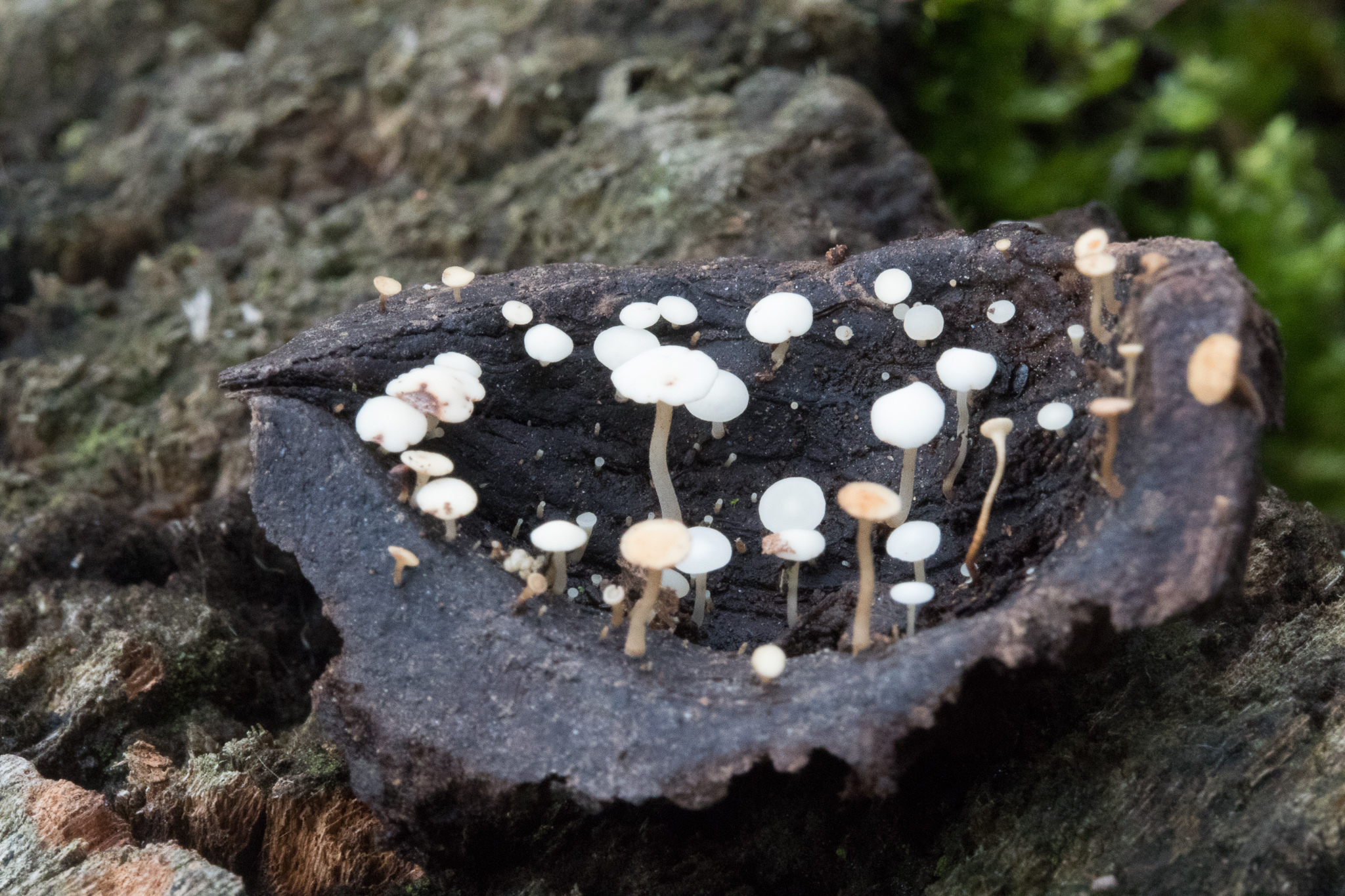
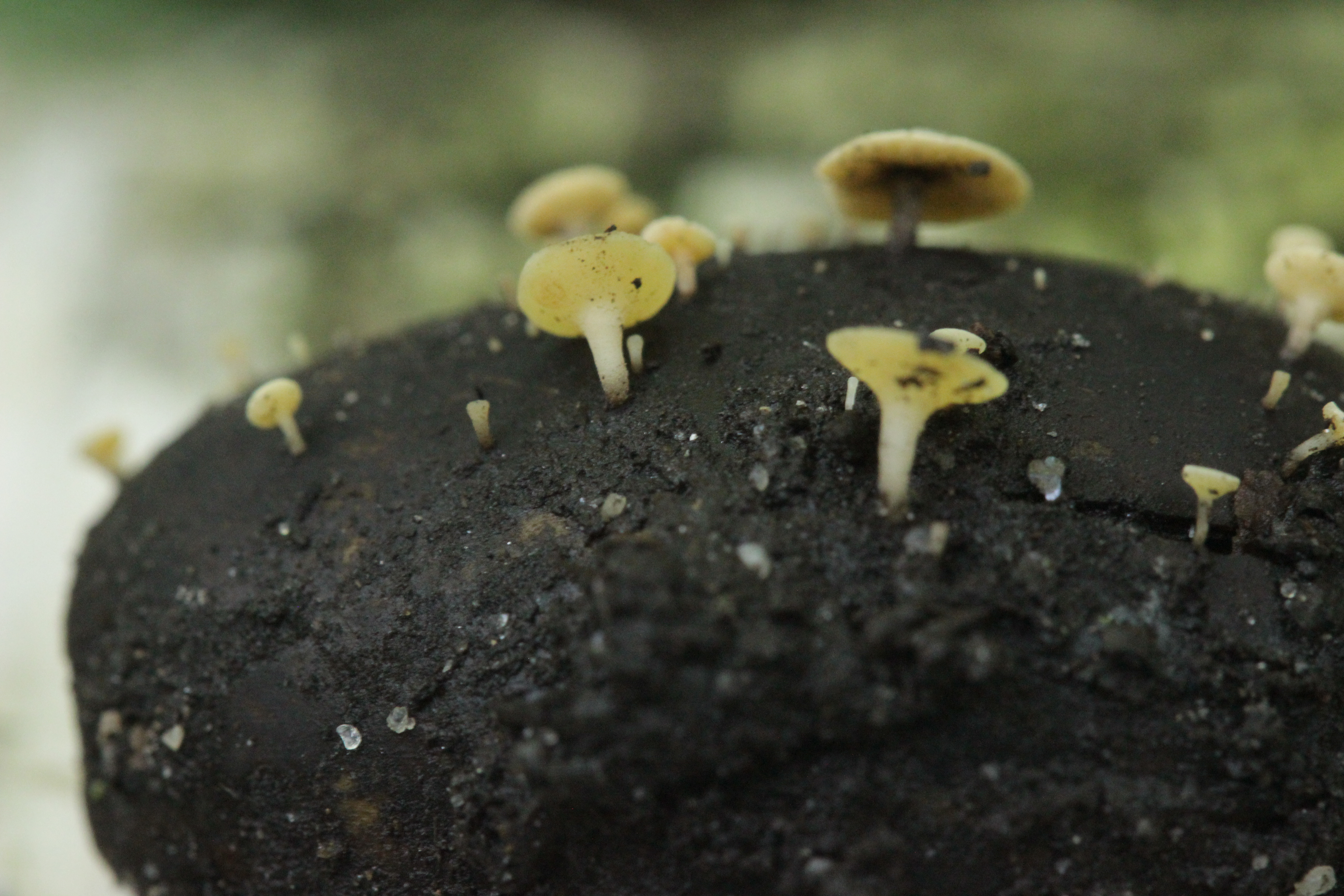

Nem ehető.    